# Менди, Джейкоб
Дже́йкоб Менди́ Менди́ (исп. Jacob Mendy Mendy; род. 27 декабря 1996, Faji Kunda, Большой Банджул) — гамбийский футболист, защитник валлийского клуба «Рексем» и сборной Гамбии.

## Карьера

### Ранняя жизнь и клубная карьера
Менди родился в Гамбии, а в возрасте шести лет переехал в Парлу, недалеко от Мадрида. В юности Менди играл за «Парлу» и «Атлетико Кассарабуэллос». Затем он ненадолго примкнул к «Атлетико Мадрид С», после чего команда была расформирована в 2015 году. Затем он провёл год в «Пуэрта Бонита», после чего переехал в Англию. В 2017 году он подписал контракт с командой девятого дивизиона «Редхилл», забив 13 голов в 40 матчах. В 2018 году подписал контракт с «Каршалтон» из седьмого английского дивизиона, забив восемь голов в 46 матчах. В 2019 году Менди заключил контракт с английским клубом шестого дивизиона «Уилдстон», помог ему добиться повышения в пятый дивизион. В 2021 году подписал контракт с «Борем Вуд» из пятого английского дивизиона. В 2022 году подписал контракт с валлийским клубом «Рексем».

### Карьера за сборную
6 июня 2023 года было объявлено, что Менди включён в состав сборной Гамбии на отборочный матч Кубка африканских наций против Южного Судана 14 июня 2023 года. Дебютировал за сборную 20 ноября 2023 года, в матче против сборной Кот-д’Ивуара в отборочном матче чемпионата мира.

## Личная жизнь
Менди говорит на четырёх языках — испанском, английском, португальском и манджакском. Он имеет право представлять Гамбию на международном уровне, поскольку родился там, а также Гвинею-Бисау, Сенегал и Испанию. Его двоюродный брат Карлос Мендес Гомеш также является футболистом.
Когда он только переехал в Англию, он работал строителем, уборщиком и сборщиком мусора.

## Награды
- «Рексем»
- Победитель Национальной лиги: 2022/23[21].